# تاكنوشن ناكاي
تاكنوشن ناكاي (1882-1952) (بالإنجليزية: Takenoshin Nakai)‏ هو عالم نبات ياباني.